# Sint Maarten (Ouddorp)

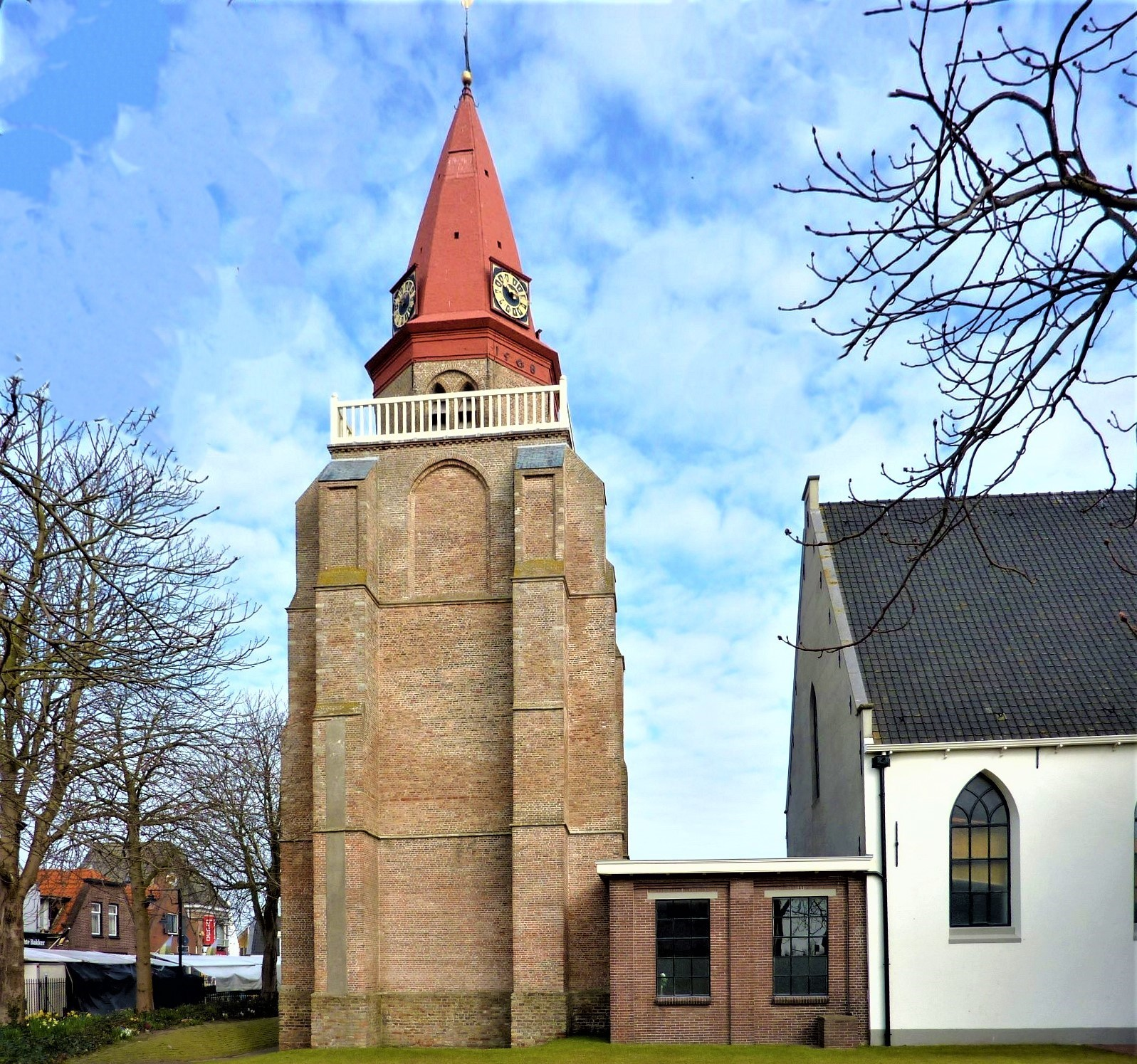
Der spätgotische Turm

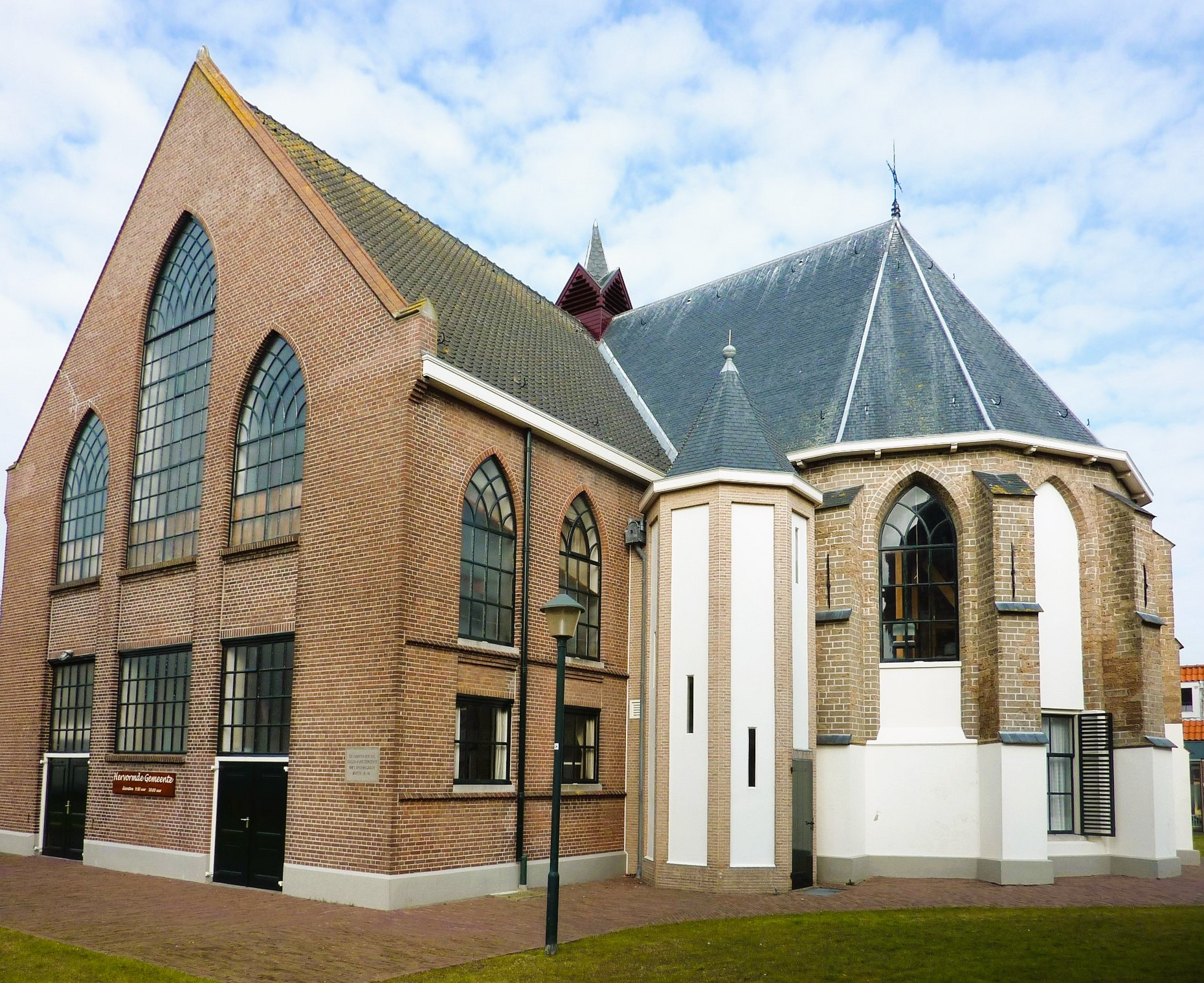
Ansicht von Südosten

Sint Maarten (deutsch St. Martin; auch Dorpskerk genannt, deutsch Dorfkirche) ist das Kirchengebäude einer reformierten Gemeinde innerhalb der Protestantischen Kirche in den Niederlanden in Ouddorp auf der Insel Goeree-Overflakkee in der Provinz Südholland. Der Turm der Kirche sowie das Kirchenschiff sind seit 1971 als Rijksmonumente eingestuft.

## Geschichte
Die bis zur Einführung der Reformation dem heiligen Martin von Tours geweihte Kirche geht auf das Jahr 1348 zurück. Ältester Teil ist der in Tuffstein aufgeführte gotische dreiseitig geschlossene Chor. Das ursprünglich dreischiffige Langhaus wurde 1490 im Zuge des Haken-und-Kabeljau-Krieges beschädigt und danach vereinfacht wieder aufgebaut. Um 1500 wurde der Turm vollständig neu in spätgotischen Formen aufgeführt. Er steht seit 1734 frei, als das Langhaus umgebaut und verkleinert wurde. 1903 wurde ein Querhaus hinzugefügt, das 1924 vergrößert wurde. 